# Epidendrum umbelliferum
Epidendrum umbelliferum är en orkidéart som beskrevs av Johann Friedrich Gmelin. Epidendrum umbelliferum ingår i släktet Epidendrum och familjen orkidéer. Inga underarter finns listade i Catalogue of Life.

## Bildgalleri

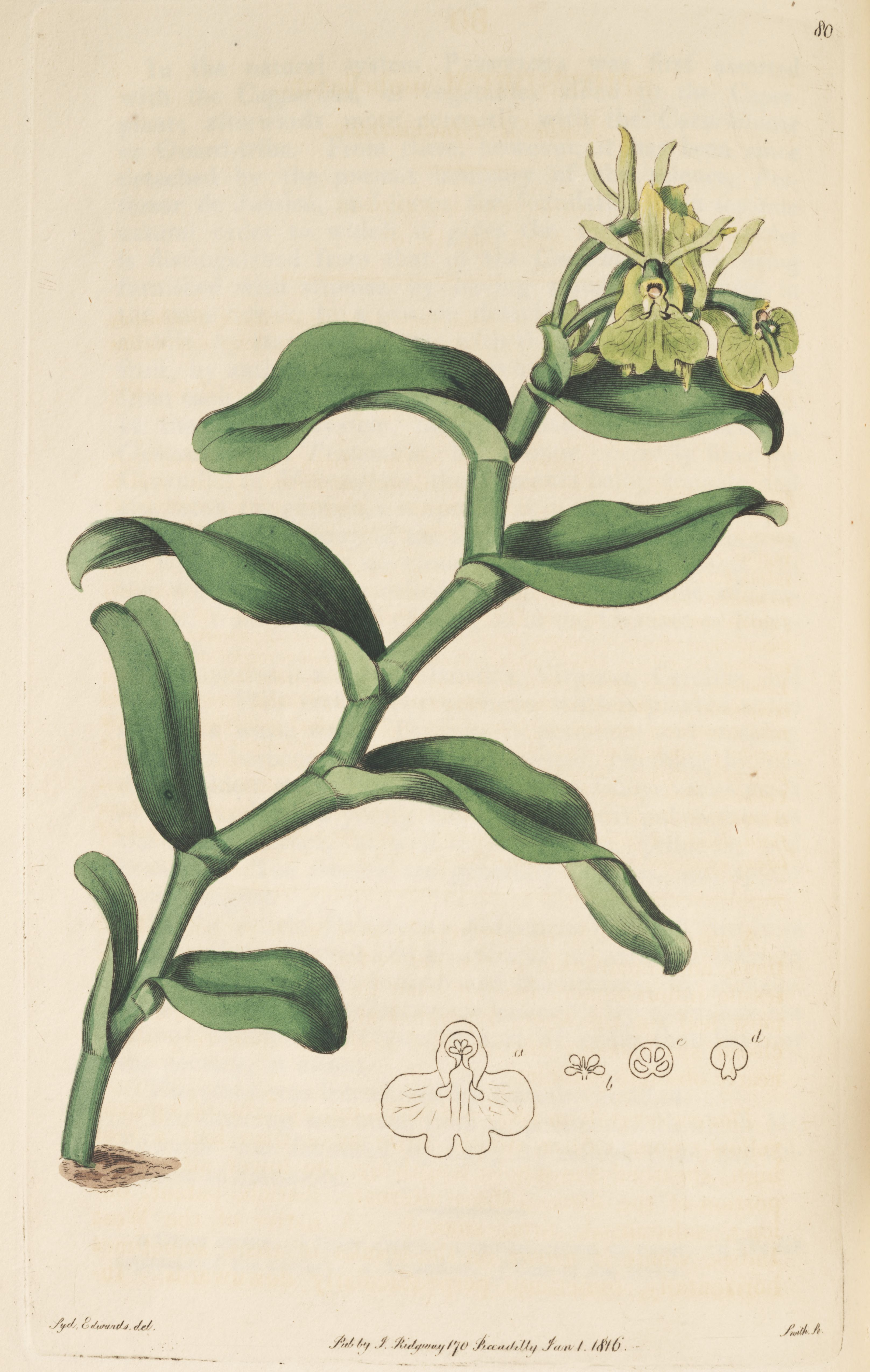